# Вербич Віктор Олексійович
Вербич Віктор Олексійович (нар.13 травня 1956 року), село Грибовиця Іваничівського району Волинської області) — український поет, есеїст, критик, публіцист, журналіст, перший лауреат літературної премії імені Пантелеймона Куліша.

## Життєпис
Вербич Віктор Олексійович народився 13 травня 1956 року в с. Грибовиця на Волині. 
Закінчив філологічний факультет Луцького державного педагогічного інституту ім, Лесі Українки. 
Викладав українську літературу в Луківській середній школі, працював кореспондентом в першій демократичній газеті на Волині "Народна трибуна", потім - в "Сім’я і дім", нині - в інтернет-газеті "Волинська правда".
Першу збірку «Відлуння ночі» видав 1993 року.
Член НСПУ з 2000 року.

## Творчий доробок

### Поетичні збірки
- Відлуння ночі (1993),
- У полотно снігів (1999),
- Подих вирію (2001 (2001),
- Зблиски задзеркалля (2002),
- Повернення (2004),
- Інею видиво світанкове (2007),
- Поклик (2009),
- Диво незбагненне (2012),
- З літопису осяяння (2012).
- Волинський вечір (2014)

### Прозові видання
- В обіймах зустрічепрощань (2003).
- Голоп’єдестальний період (1999).

### Твори для дітей
- Зорянчині малюнки (1997).

### Есеї і діалоги
- Під куполом спільного неба (2006),
- Карб єдиної дороги (2008).
- У погляді століть (2011).

### Публіцистика
- Письменники Великої Волині (2003).

## Публікації про Віктора Вербича
Й.Струцюк. Золота стебловись поета. Часопис «Терен», - Луцьк. - 2003. - №3.

## Відзнаки і нагороди
- Лауреат літературно-мистецької премії ім. Агатангела Кримського (2009).
- Лауреат літературної премії ім. Панталеймона Куліша (2011).

## Інтернет ресурси
- Довідник НСПУ. [Архівовано 11 червня 2008 у Wayback Machine.]
- Віктор Вербич запрошує до «Повернення». [Архівовано 5 березня 2016 у Wayback Machine.]
- Газета «Вісник+К» про творчість В.Вербича.